# Jim Londos
Jim Londos, eigentlich griechisch Χρήστος Θεοφίλου, Christos Theofilou bzw. Christopher Theophelus, (* 1894 in Koutsopodi, Griechenland; † 19. August 1975 in Escondido, Kalifornien) war ein griechisch-US-amerikanischer Ringer. Er war mehrfacher Weltmeister der Berufsringer im Freistilringen.

## Leben
Jim Londos wurde als Christos Theofilou als eines von 13 Kindern einer armen griechischen Familie in der Nähe von Argos geboren. Als Geburtsdatum wird in den meisten Biographien der 2. Januar 1897 angegeben. Auf seinem Grabstein in Escondido sind aber als Lebensdaten 1894 bis 1975 angegeben. Sein Vater war Amateurringer und lehrte den kleinen Christos bereits die Anfangsgründe des Ringens. Mit 13 Jahren verließ er aus wirtschaftlichen Gründen seine Heimat und gelangte in die Vereinigten Staaten. In den ersten Jahren hielt er sich in verschiedenen Orten der Westküste auf und nahm jeden Job an, der sich ihm bot. So arbeitete er als Elektriker, als Hilfskraft in Lebensmittelgeschäften und sogar als Aktmodell in Zeichenschulen. Als "Waterboy" einer Zuggesellschaft kam er schließlich 1913 nach San Francisco. Dort begann er 1914 in einem YMCA-Club wieder mit dem Ringen. Noch im gleichen Jahr trat er, inzwischen zu einem blendend aussehenden jungen Mann mit 1,78 m Größe und ca. 90 kg Körpergewicht herangereift, in einem Zirkus als Preisringer auf, der gegen "Herausforderer" aus dem Publikum kämpfte.
Bereits am 25. Februar 1914 bestritt er dann in Oakland seinen ersten Profikampf, den er gegen einen Tony Ajax gewann. Das war der Beginn einer beispiellosen Karriere als Freistilringer (Catcher, Wrestler), die bis 1959 andauern sollte und in der er mehrmals den Weltmeistertitel der Berufsringer bei verschiedenen Organisationen gewinnen sollte. Im Jahre 1916 legte er sich den "Künstlernamen" Jim Londos zu. Darüber, wie er zu diesem Namen kam, gibt es verschiedene Versionen. Die wahrscheinlichste dürfte sein, dass dies in Anlehnung an den damals berühmten Abenteurer-Schriftsteller Jack London geschah.
Jim Londos kämpfte hauptsächlich in den Vereinigten Staaten, trat aber auch einige Male in Europa, Australien und Südafrika auf. Er war in der Lage Massen von Publikum zu ziehen. So kämpfte er in den Vereinigten Staaten einmal vor 40.000 Zuschauern und 1934 in Athen sogar vor angeblich 100.000 Zuschauern. Selbst in dem mit Sportveranstaltungen verwöhnten Paris sahen 1937 15.000 Zuschauer einen seiner Kämpfe.
Jim Londos wurde der Vorwurf gemacht, dass einige seiner Kämpfe abgesprochen waren. Das kann wohl möglich gewesen sein, kann aber in der heutigen Zeit unmöglich mehr geklärt werden. Aus diesem Grunde sollte darauf nicht näher eingegangen werden. Insgesamt trug Jim Londos 16 Jahre lang einen Weltmeistertitel. Es soll aber auch nicht verschwiegen werden, dass in jenen Jahren ein heilloses Durcheinander bei der Vergabe dieser Weltmeistertitel herrschte. Es gab eine Unmenge von Verbänden (NBA, NWA, NYSAC, WWWF usw.), die alle ihre eigenen Weltmeister kürten. Dazu kam, dass selbst die US-amerikanischen Bundesstaaten eigene Weltmeister kürten bzw. anerkannten. Titel wurden aberkannt und zuerkannt, wie es gerade opportun war. Bei wenigstens einem Verband war aber Jim Londos von 1930 bis 1946 Weltmeister. Während seiner aktiven Zeit erhielt er die Spitznamen "The Wrestling Plasterer" und sogar "The Friend of God".
Jim Londos war verheiratet mit Avra C. Rochwite (1912 bis 1998) und hatte mit ihr drei Töchter. Nach Beendigung seiner Karriere ließ er sich in Escondido bei San Diego nieder, wo eine seiner Töchter wohnte und wo er auch ein Haus besaß. Er war wirtschaftlich gut gestellt und seit 1946 karitativ tätig, wobei er in erster Linie seine im griechischen Bürgerkrieg geschädigten Landsleute unterstützte. Für diese Tätigkeit wurde er von den US-Präsident Richard Nixon und dem griechischen König Paul besonders geehrt.
Jim Londos verstarb am 19. August 1975 in Escondido.

## Sportliche Laufbahn
1914 bis 1929
Nach seinem Profidebüt am 25. Februar 1914 kämpfte Jim Londos vorwiegend in Kalifornien. Er wog während seiner gesamten Karriere immer zwischen 95 und 100 kg und erzielte seine Erfolge in erster Linie durch seine Schnelligkeit und Gewandtheit und weniger durch rohe Kraft. Am 29. November 1917 traf er in Camden erstmals auf Ed "Strangler" Lewis, der in seiner Laufbahn viermal Schwergewichts-Weltmeister war. Er verlor diesen Kampf nach 1 Stunde und 57 Minuten Kampfzeit. In den nächsten Jahren kämpfte er unzählige Male gegen diesen Gegner und verlor dabei nicht weniger als sieben Kämpfe.
Am 29. Juni 1917 unterlag Jim Londos in Sheridan gegen den Halbschwergewichts-Weltmeister Clarence Eklund, weil es ihm in einem sog. Handikap-Match nicht gelang, diesen binnen 75 Minuten zweimal zu besiegen. 1918 siegte er in Atlanta bzw. Savannah den Belgier Constant Le Marin und den Briten John Kelly, beides sehr starke Ringer. Am 4. Februar 1920 gelang Jim Londos dann in Norfolk endlich ein Sieg über Ed Lewis. Am 30. April 1920 musste er in Norfolk eine Niederlage gegen den Polen Wladek Zbyszko (Cyganiewicz) hinnehmen.
Große Siege feierte Jim Londos 1926, als er in Atlanta eine ganze Reihe von Weltklassegegnern besiegte. Er schlug u. a. Paul Martinsson, "Farmer" McLeod, Charles Rentrop, Masked Marvel und am 30. März 1926 den Ex-Weltmeister Stanislaus Zbyszko, den älteren der Cyganiewicz-Brüder. Diese Erfolge brachten ihm einen Kampf gegen Joe Stecher ein, der am 30. Mai 1925 mit einem Sieg über Stanislaus Zbyszko Weltmeister geworden war. Jim Londos verlor diesen Kampf und Joe Stecher blieb Weltmeister.
Am 8. Juni 1926 kämpfte Jim Londos in Atlanta erstmals gegen den Deutschrussen Pete Sauer (Ray Steele), der später ebenfalls Weltmeister werden sollte und besiegte diesen. Am 9. November 1926 musste er aber gegen Dick Daviscourt eine Niederlage einstecken. Im Jahre 1927 gelangen ihm ein Unentschieden gegen John Pesek und Siege über Pete Sauer, sowie über Jim Browning, auf den er in seiner Karriere noch mehrmals in wichtigen Kämpfen treffen sollte. Am 7. April 1927 kämpfte er in Atlanta erneut gegen Jos Stecher um den Weltmeistertitel im Schwergewicht. In einer harten Auseinandersetzung behielt Stecher diesen Titel nach 2 Stunden Kampfzeit durch ein Unentschieden. 1927 kämpfte er auch erstmals in seinem Heimatland Griechenland und schlug in Athen Karl Zbyszko.
Im Jahre 1929 erhielt Jim Londos dann erneut die Chance Weltmeister zu werden. Er kämpfte am 23. August 1929 in Philadelphia gegen den Deutschen Richard Schikat (Dick Shikat) um diesen Titel. Veranstalter war die NBA (Nordamerican Boxing Association). Der Titel war vakant, weil er dem Weltmeister Gus Sonnenburg aberkannt worden war, weil dieser seinen Titel nicht rechtzeitig verteidigte. Dick Shikat gewann diesen Kampf. Später wurde Dick Shikat auch von der NWA (Nordamerican Wrestling Association) und der NYSAC als Weltmeister anerkannt.
1930 bis 1939
Am 1. Januar 1930 schlug Jim Londos in Atlanta Heinrich Steinborn (Milo Steinborn) und traf am 6. Juni 1930 in Philadelphia erneut auf Dick Shikat im Kampf um die Weltmeisterschaft. Dieser Anlauf glückte ihm endlich. Er schlug Dick Shikat nach einer Kampfzeit von 1 Stunde und 29 Minuten und war damit Weltmeister. Diesen Titel verteidigte er am 8. Juli 1930 in Atlanta erfolgreich gegen Dick Daviscourt und in der Folgezeit gegen viele Gegner. Berühmt wurde seine Titelverteidigung am 30. Juni 1931 im Yankee Stadium von New York, dem 40.000 Zuschauer beiwohnten und in dem er Pete Sauer nach 69 Minuten Kampfzeit besiegte. Am 19. Januar 1932 schlug er in Atlanta Blue Jim Jennings und am 30. Mai 1933 ebenfalls in Atlanta erneut Milo Steinborn nach 49 Minuten und 30 Sekunden Kampfzeit.
Schon 1932 war Jim Londos von der NYSAC der WM-Titel aberkannt worden, weil er sich weigerte seinen Titel gegen Ed Lewis zu verteidigen. Die anderen Verbände anerkannten ihn aber weiterhin als Weltmeister. Am 25. Juni 1934 holte Jim Londos in New York aber auch diesen Titel wieder durch einen Sieg über Jim Browning nach 1. Stunde und 10 Minuten Kampfzeit. Am 30. September 1934 verteidigte Jim Londos seine Titel im Wrigley Field in Chicago gegen Ed "Strangler" Lewis, bei dem der ehemalige Weltmeister im Berufsboxen, Jack Dempsey, als Ringrichter fungierte. Diesem Kampf wohnten 35.265 Zuschauer bei, die die damalige Rekordeinnahme von 96.302 Dollar erbrachten. Jim Londos schlug Ed "Strangler" Lewis und war nun auch wieder NYSAC-Weltmeister.
Vor diesem Titelkampf bestritt Jim Londos 1934 mehrere Kämpfe in New York und besiegte dabei so starke Ringer wie Ernie Dusek, Alexander Szabó (später Weltmeister), Everett Marshall u. Dr. Henry Fields. 1934 stand er auch zum zweiten Mal in Athen im Ring. Im Panathinaiko-Stadion verteidigte er seinen WM-Titel gegen den Russen Kola Kowriani, den er vor der Rekordkulisse von angeblich 100.000 Zuschauern besiegte.
Den NWA-Weltmeister-Titel verlor Jom Londos dann am 27. Juni 1935, als er von dem Iren Danno O’Mahoney in Boston geschlagen wurde. Am 4. Oktober 1937 holte sich Jim Londos aber auch diesen Titel wieder mit einem Sieg in Maryland über den zwischenzeitlich NWA-Weltmeister gewordenen Bronko Nagurski, einem ehemaligen Football-Player, zurück. Vor diesem Kampf weilte Jim Londos in Europa und besiegte dort in Paris in einem WM-Kampf vor 15.000 Zuschauern Karel Nowina in zwei Gängen nach Kampfzeiten von 43 Minuten und 25 Sekunden und 1 Minute.
Gegen Bronko Nagurski gelang Jim Londos am 18. November 1938 in Philadelphia dann eine erfolgreich Titelverteidigung. Insgesamt kämpfte er nunmehr etwas weniger häufig. Er besiegte aber 1938 u. a. in Bergen Abe Kasley und in Newark Joe Savoldi.
1940 bis 1949
Am 11. Juni 1941 schlug er seinen alten Rivalen Pete Sauer in drei Treffen mit 2:1 Siegen. Zwischenzeitlich war ihm der NWA-Weltmeistertitel wieder einmal aberkannt worden. 1946 siegte er in Sydney über Seelei Samara, verlor 1947 in Denver gegen Buddy Rogers und gewann am 7. November 1949 in Phoenix über Gorgeous George.
1950 bis 1959
Zu einem spektakulären Aufeinandertreffen kam es am 3. Februar 1950 im Wrigley Field zu Chicago zwischen Jim Londos und dem Riesen Primo Carnera, dem ehemaligen Box-Weltmeister. Bei diesem Kampf, der nach einer Stunde Kampfzeit unentschieden endete, war Max Baer, ein weiterer ehemaliger Box-Weltmeister, Kampfrichter.
Seinen letzten Kampf bestritt Jim Londos am 17. Januar 1959 in Melbourne. Dort gewann er vor 14.000 Zuschauern gegen Tiny Mills. Er war dabei schon 65 Jahre alt.